# Anne Mbusu Ngulu
Anne Mbusu Ngulu (née au XXe siècle) a été nommée administratrice de la République démocratique du Congo pour le territoire de Masi-Manimba.

## Biographie
Anne Mbusu, qui était l'administrateur nommé par l'ancien président Joseph Kabila Kabange, avait pour mission de gérer le territoire de Masi-Manimba. Elle était l'une des femmes chargées d'un tel rôle en RDC. La ville élit sept députés nationaux et la majorité venait récemment du Parti lumumbiste unifié .

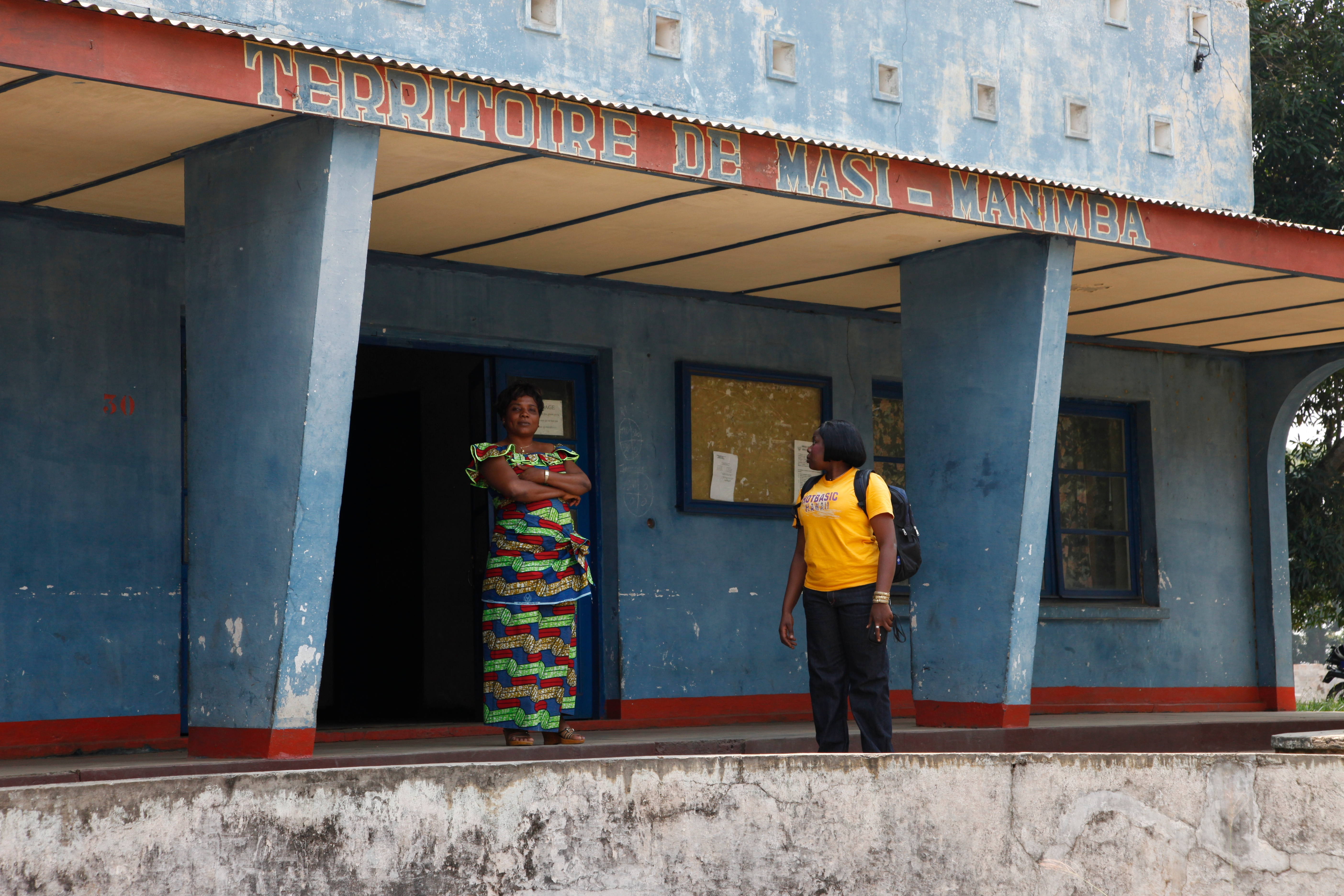
Mbusu dans son territoire de Masi-Manimba

Mbusu a été confronté au problème d'épidémie, la peste des petits ruminants, qui a tué des milliers de chèvres locales. Elle s'est également rendu compte qu'il y avait de la malnutrition sur son territoire, elle demandant ainsi une aide extérieure pour s'attaquer à ce problème en 2012. Les Nations Unies ont pris des dispositions pour obtenir des conseils et une équipe a étudié le problème et donné des conseils sur la manière d'améliorer la nutrition. Cela comprenait la fabrication de lait à partir d'arachides.